# Phyllocoma platyca
Phyllocoma (Phyllocoma) platyca là một loài ốc biển, là động vật thân mềm chân bụng sống ở biển trong họ Muricidae, họ ốc gai.

## Phân bố
Loài này phân bố dọc theo Wallis và Futuna in the South Thái Bình Dương.